# Ordonanță trenuleț
Ordonanța „trenuleț” este denumirea dată unor ordonanțe de urgență adoptate de către Guvernul României. Aceste ordonanțe includ modificări legislative cu impact financiar și economic și sunt adoptate la finalul anului calendaristic, pentru a fi puse în aplicare în anul următor.
Termenul „trenuleț” a fost folosit  pentru prima dată de prim-ministrul Florin Cîțu, în decembrie 2020. Mai jos este o listă a Ordonanțelor de Urgență care au fost numite „trenuleț” în limbajul colocvial:
- OUG nr. 226 din 30 decembrie 2020, adoptată sub Guvernul Florin Cîțu.[3]
- OUG nr. 130 din 17 decembrie 2021, adoptată sub Guvernul Nicolae Ciucă.[4][5]
- OUG nr. 168 din 8 decembrie 2022, adoptată sub guvernul Nicolae Ciucă.[6][7]
- OUG nr. 115 din 14 decembrie 2023, adoptată sub primul guvern Marcel Ciolacu.[8][9][10]
- OUG nr. 156 din 30 decembrie 2024, adoptată sub al doilea guvern Marcel Ciolacu.[11]